# Ulf Kvendbo
Ulf Kvendbo (* 11. April 1948 in Stockholm) ist ein ehemaliger kanadischer Skispringer.

## Werdegang
Geboren in Stockholm, Schweden wanderte Kvendbo mit seiner Familie nach Kanada aus und begann dort aktiv mit dem Skisport. Schnell schaffte er es in den Nationalkader Kanadas. Bei der Nordischen Skiweltmeisterschaft 1966 in Oslo startete er erstmals international. Von der Normalschanze landete er mit zwei Sprüngen auf 54 Metern auf dem 61. und damit letzten Platz. Von der Großschanze verlief das Springen für Kvendbo besser, so dass er mit 62,5 und 59,5 Metern den 56. Platz erreichte.
Zum Jahresende startete Kvendbo bei der Vierschanzentournee 1966/67. Nach schwachen Ergebnissen in den ersten drei Springen erreichte er auf der Paul-Außerleitner-Schanze in Bischofshofen mit Rang 49 sein bestes Tournee-Einzelergebnis. In der Gesamtwertung erreichte er den 55. Platz.
Bei seinen ersten Olympischen Winterspielen 1968 in Grenoble kam Kvendbo mit seinen mittlerweile 19 Jahren erneut nicht über die Plätze 53 und 55 hinaus. Nach einem Jahr internationaler Pause startete er zur Vorbereitung auf die Weltmeisterschaft bei der Vierschanzentournee 1969/70. Jedoch kam er über Rang 76 der Gesamtwertung nicht hinaus.
Bei der folgenden Nordischen Skiweltmeisterschaft 1970 in Štrbské Pleso sprang er von der Normalschanze auf 69,5 und 67,5 Meter und belegte damit Rang 62. Von der Großschanze erreichte Kvendbo mit Sprüngen auf 76,5 und 87 Meter den 55. Platz.
Mit der Vierschanzentournee 1971/72 startete Kvendbo das letzte Mal bei der Vierschanzentournee. Jedoch kam er erneut nur auf einen schwachen 70. Platz in der Gesamtwertung. Sein letztes internationales Turnier bestritt der Kanadier schließlich mit dem Start bei den Olympischen Winterspielen 1972 in Sapporo. Von der Normalschanze belegte er nach einem guten zweiten Durchgang den 44. Platz. Von der Großschanze konnte er sich nach Rang 43 im ersten Durchgang zwar in der Weite im zweiten Durchgang leicht verbessern, fiel aber trotzdem auf Rang 45 zurück.
Kvendbo konnte sich im Laufe seiner Karriere einmal den Kanadischen Meistertitel sichern.

## Erfolge

### Vierschanzentournee-Platzierungen
| Saison  | Platz | Punkte |
| ------- | ----- | ------ |
| 1966/67 | 55.   | 615,1  |
| 1969/70 | 76.   | 595,6  |
| 1971/72 | 70.   | 683,0  |